# Долина Чумби
Долина Чумби(тибетански - ཆུ་འབི, кин: 春丕河谷) долина је у Тибету, на граници између Индије, Бутана и Кине. Два главна гранична прелаза између Кине и Индије налазе се у овој долини: Нату и Јелеп. Административно, долина је део округа Јадонг тибетанске аутономне регије.
Долина Чумби налази се на надморској висини од 3.000 метара и била је центар британске експедиције на Тибет 1904. године. Британци су је држали девет месеци након примирја да би обезбедили тибетанску отплату обештећења.
Чумби има умерену климу и процвета сваког пролећа.
Биљка Pedicularis chumbica добила је име по долини.

## Историја
За време владавине Петог Далај Ламе, између 1970. и 1985. године, Тибет је освојио читаву Чумби долину.
-
Ени Ројл Тејлор (1855—1922), енглески протестантски мисионар, населила је долину и била још увек тамо када је британска експедиција стигла на Тибет.
Дана 7. септембра 1904. године потписан је споразум између Британије и Тибета. Овај споразум, који је омогућио Британцима окупацију долине, оспораван је, нарочито од стране Пекиншког споразума из 1906.
Сер Вилијам Рајт Смит, британски ботаничар, истраживао је долину и друге делове Тибета 1909. и 1910. године, када је скупио довољно података за објављивање књиге Records of the Botanical Survey of India.
13. Далај Лама изгнан је у Индију кроз Чумби долину 1909—10. године, захвалан локалном становништу које га је пратило до границе како би га заштитило од Жао Ерфенга, чије трупе су биле у потрази за њим, са наређењем да га ухвате или убију..
Хајнрих Херер, аустријски алпиниста, затекао се на Тибету 1950. године, током кинеске интервенције. Он се склонио у долину Чумби док није напустио Тибет у марту 1951. године.
Децембра 1951. године, 17. Далај Лама и његови пратиоци побегли су у Јадонг, у Чумби долину, преко планинског прелаза Нату Ла, у близини прелаза Сиким. Александра Давид-Нел, француски тибетолог, која је напустила Тибет 1946. године, издала је књигу Стари Тибет и нова Кина, у којој говори о сукобу између Кине и Тибета.